# 1. Amateurliga Schwarzwald-Bodensee 1963/64
Die 1. Amateurliga Schwarzwald-Bodensee 1963/64 war die vierte Spielzeit der gemeinsamen Spielklasse des Württembergischen Fußballverbandes und des Südbadischen Fußballverbandes. Es war zugleich die vierzehnte Saison der 1. Amateurliga Württemberg und der 1. Amateurliga Südbaden und die vierte Spielzeit, in der in Württemberg in den beiden Staffeln Nordwürttemberg und Schwarzwald-Bodensee und in Südbaden in den beiden Staffeln Südbaden und Schwarzwald-Bodensee gespielt wurde. Die Meisterschaft der Schwarzwald-Bodensee-Liga gewann der FV Ebingen nach Entscheidungsspiel, scheiterte aber in der Aufstiegsrunde zur Regionalliga Süd.
Die Mannschaften von TG Biberach und SpVgg Trossingen stiegen in die 2. Amateurliga Württemberg ab,  FC Konstanz und FC Wollmatingen in die 2. Amateurliga Südbaden Staffel III.

## Abschlusstabelle
| Pl. | Verein                  | Sp. | Tore   | Punkte |
| --- | ----------------------- | --- | ------ | ------ |
| 01. | FV Ebingen              | 32  | 86:039 | 44:20  |
|     | FC Singen 04 (A)        | 32  | 68:038 | 44:20  |
| 03. | FC Tailfingen           | 32  | 67:040 | 41:23  |
| 04. | VfR Schwenningen        | 32  | 61:035 | 40:24  |
| 05. | SC Schwenningen         | 32  | 69:060 | 38:26  |
| 06. | FV Ravensburg           | 32  | 55:058 | 36:28  |
| 07. | FC 08 Villingen         | 32  | 81:050 | 34:30  |
| 08. | FC Hechingen            | 32  | 75:056 | 34:30  |
| 09. | SpVgg Lindau            | 32  | 72:075 | 33:31  |
| 10. | FC Wangen 05            | 32  | 58:062 | 33:31  |
| 11. | Olympia Laupheim        | 32  | 44:053 | 31:33  |
| 12. | VfB Friedrichshafen (M) | 32  | 59:056 | 30:34  |
| 13. | SpVgg 08 Schramberg     | 32  | 67:079 | 29:35  |
|     | TG Biberach (N)         | 32  | 54:057 | 29:35  |
| 15. | FC Konstanz             | 32  | 51:068 | 23:41  |
| 16. | SpVgg Trossingen (N)    | 32  | 38:102 | 16:48  |
| 17. | FC Wollmatingen (N)     | 32  | 38:115 | 09:55  |

| (M) | Meister 1962/63                            |
| (N) | Aufsteiger aus den 2. Amateurligen 1962/63 |

## Entscheidungsspiele um Meisterschaft und Abstieg
Um die Meisterschaft:
|            | Ergebnis |              | Ort      |
| ---------- | -------- | ------------ | -------- |
| FV Ebingen | 1:0      | FC Singen 04 | Meßkirch |

Abbruch in der 60. Minute (FV Ebingen zum Sieger erklärt)

Um den Abstieg:
|             | Ergebnis  |                     | Ort        |
| ----------- | --------- | ------------------- | ---------- |
| TG Biberach | 1:1 n. V. | SpVgg 08 Schramberg | Tailfingen |

|             | Ergebnis |                     | Ort       |
| ----------- | -------- | ------------------- | --------- |
| TG Biberach | 1:2      | SpVgg 08 Schramberg | Hechingen |